# Vincent Dauga

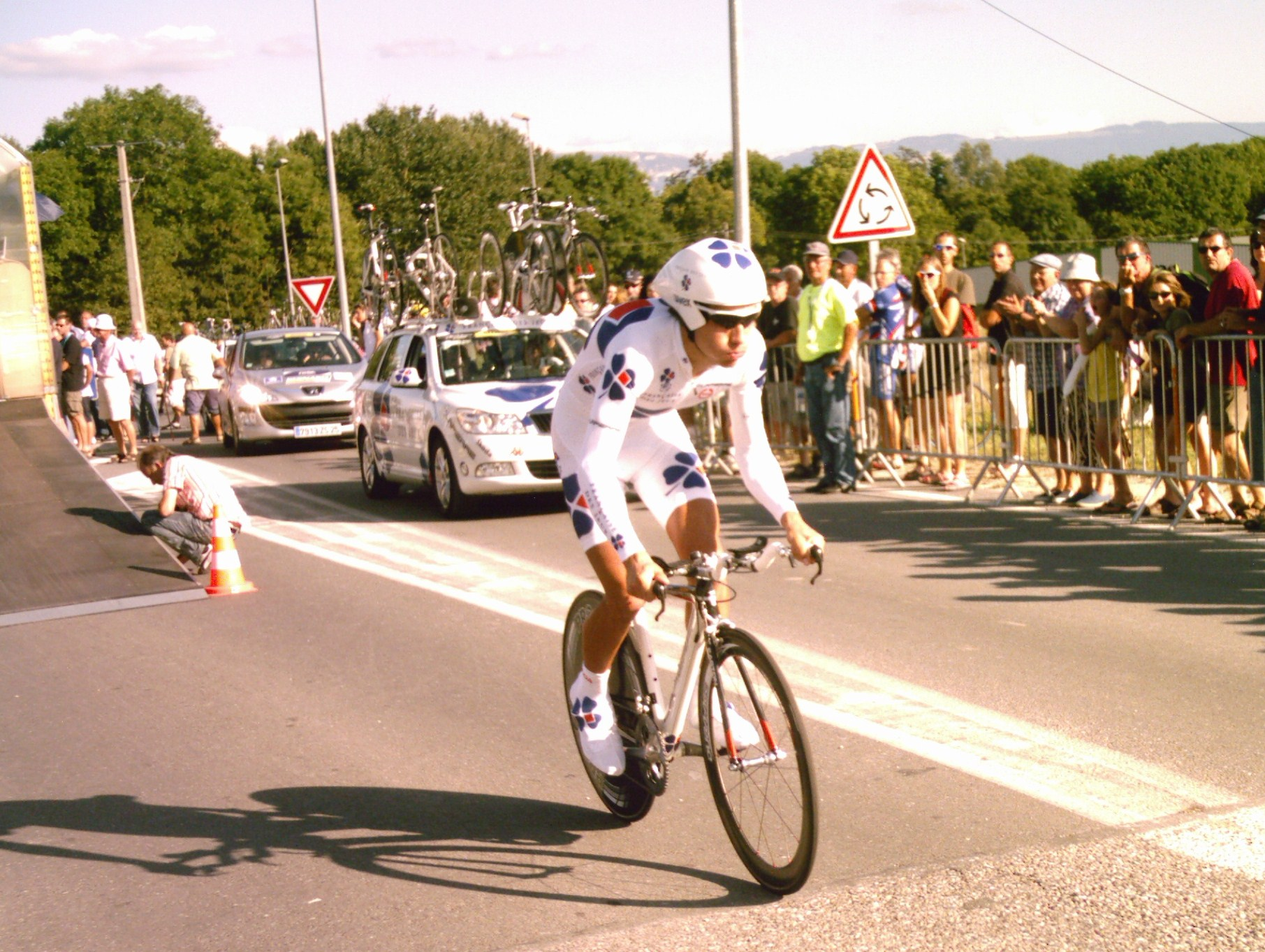
Vincent Dauga bei der Tour de l’Ain 2009

Vincent Dauga (* 11. Dezember 1988 in Mont-de-Marsan, Dept. Landes) ist ein französischer Radrennfahrer.
Dauga wurde 2004 auf der Bahn mit Romain Sicard französischer Meister im Madison in der Jugendklasse. Im nächsten Jahr wurde er nationaler Meister der Junioren in der Einerverfolgung. Bei der Junioren-Bahnradeuropameisterschaft 2006 in Athen gewann Dauga jeweils die Silbermedaille in der Mannschaftsverfolgung und im Scratch. 
Auf der Straße fuhr er Ende der Saisons 2008 und 2009 für das französische UCI ProTeam La Française des Jeux als Stagiaire.

## Erfolge
2005
- Französischer Meister – Einerverfolgung (Junioren)

## Teams
- 2008 La Française des Jeux (Stagiaire)
- 2009 Française des Jeux (Stagiaire)